# Grand Prix Evropy 1996
Grand Prix Evropy 1996 (XL Grand Prix of Europe), 4. závod 47. ročníku mistrovství světa jezdců Formule 1 a 38. ročníku poháru konstruktérů, historicky již 585. grand prix, se odehrála na okruhu Nürburgring.

## Výsledky

### Kvalifikace
| Pořadí | Číslo | Jezdec                | Konstruktér        | Čas      | Odstup |
| ------ | ----- | --------------------- | ------------------ | -------- | ------ |
| 1      | 5     | Damon Hill            | Williams-Renault   | 1:18.941 |        |
| 2      | 6     | Jacques Villeneuve    | Williams-Renault   | 1:19.721 | +0.780 |
| 3      | 1     | Michael Schumacher    | Ferrari            | 1:20.149 | +1.208 |
| 4      | 3     | Jean Alesi            | Benetton-Renault   | 1:20.711 | +1.770 |
| 5      | 11    | Rubens Barrichello    | Jordan-Peugeot     | 1:20.818 | +1.877 |
| 6      | 8     | David Coulthard       | McLaren-Mercedes   | 1:20.888 | +1.947 |
| 7      | 2     | Eddie Irvine          | Ferrari            | 1:20.931 | +1.990 |
| 8      | 4     | Gerhard Berger        | Benetton-Renault   | 1:21.054 | +2.113 |
| 9      | 7     | Mika Häkkinen         | McLaren-Mercedes   | 1:21.078 | +2.137 |
| 10     | 15    | Heinz-Harald Frentzen | Sauber-Ford        | 1:21.113 | +2.172 |
| 11     | 12    | Martin Brundle        | Jordan-Peugeot     | 1:21.177 | +2.236 |
| 12     | 14    | Johnny Herbert        | Sauber-Ford        | 1:21.210 | +2.269 |
| 13     | 17    | Jos Verstappen        | Footwork-Hart      | 1:21.367 | +2.426 |
| 14     | 19    | Mika Salo             | Tyrrell-Yamaha     | 1:21.458 | +2.517 |
| 15     | 9     | Olivier Panis         | Ligier-Mugen-Honda | 1:21.509 | +2.568 |
| 16     | 18    | Ukjó Katajama         | Tyrrell-Yamaha     | 1:21.812 | +2.871 |
| 17     | 10    | Pedro Diniz           | Ligier-Mugen-Honda | 1:22.733 | +3.792 |
| 18     | 21    | Giancarlo Fisichella  | Minardi-Ford       | 1:22.921 | +3.980 |
| 19     | 20    | Pedro Lamy            | Minardi-Ford       | 1:23.139 | +4.198 |
| 20     | 16    | Ricardo Rosset        | Footwork-Hart      | 1:23.620 | +4.679 |
| DNQ    | 23    | Andrea Montermini     | Forti-Ford         | 1:25.053 | +6.112 |
| DNQ    | 22    | Luca Badoer           | Forti-Ford         | 1:25.840 | +6.899 |

### Závod
| Pořadí | Číslo | Jezdec                | Konstruktér        | Kola | Čas/odstoupení | Start | Body |
| ------ | ----- | --------------------- | ------------------ | ---- | -------------- | ----- | ---- |
| 1      | 6     | Jacques Villeneuve    | Williams-Renault   | 67   | 1:33:26.473    | 2     | 10   |
| 2      | 1     | Michael Schumacher    | Ferrari            | 67   | +0.762         | 3     | 6    |
| 3      | 8     | David Coulthard       | McLaren-Mercedes   | 67   | +32.834        | 6     | 4    |
| 4      | 5     | Damon Hill            | Williams-Renault   | 67   | +33.511        | 1     | 3    |
| 5      | 11    | Rubens Barrichello    | Jordan-Peugeot     | 67   | +33.713        | 5     | 2    |
| 6      | 12    | Martin Brundle        | Jordan-Peugeot     | 67   | +55.567        | 11    | 1    |
| 7      | 14    | Johnny Herbert        | Sauber-Ford        | 67   | +1:18.027      | 12    |      |
| 8      | 7     | Mika Häkkinen         | McLaren-Mercedes   | 67   | +1:18.438      | 9     |      |
| 9      | 4     | Gerhard Berger        | Benetton-Renault   | 67   | +1:21.061      | 8     |      |
| 10     | 10    | Pedro Diniz           | Ligier-Mugen-Honda | 66   | +1 kolo        | 17    |      |
| 11     | 16    | Ricardo Rosset        | Footwork-Hart      | 65   | +2 kola        | 20    |      |
| 12     | 20    | Pedro Lamy            | Minardi-Ford       | 65   | +2 kola        | 19    |      |
| 13     | 21    | Giancarlo Fisichella  | Minardi-Ford       | 65   | +2 kola        | 18    |      |
| DSQ    | 19    | Mika Salo             | Tyrrell-Yamaha     | 66   | Diskvalifikace | 14    |      |
| DSQ    | 18    | Ukjó Katajama         | Tyrrell-Yamaha     | 65   | Diskvalifikace | 16    |      |
| Ret    | 15    | Heinz-Harald Frentzen | Sauber-Ford        | 59   | Brzdy          | 10    |      |
| Ret    | 17    | Jos Verstappen        | Footwork-Hart      | 38   | Motor          | 13    |      |
| Ret    | 9     | Olivier Panis         | Ligier-Mugen-Honda | 6    | Kolize         | 15    |      |
| Ret    | 2     | Eddie Irvine          | Ferrari            | 6    | Elektronika    | 7     |      |
| Ret    | 3     | Jean Alesi            | Benetton-Renault   | 1    | Kolize         | 4     |      |
| DNQ    | 23    | Andrea Montermini     | Forti-Ford         |      | Pravidlo 107 % | 21    |      |
| DNQ    | 22    | Luca Badoer           | Forti-Ford         |      | Pravidlo 107 % | 22    |      |

## Průběžné pořadí šampionátu
Pohár jezdců
| Pořadí | Jezdec             | Body |
| ------ | ------------------ | ---- |
| 1      | Damon Hill         | 33   |
| 2      | Jacques Villeneuve | 22   |
| 3      | Jean Alesi         | 10   |
| 4      | Michael Schumacher | 10   |
| 5      | Eddie Irvine       | 6    |

Pohár konstruktérů
| Pořadí | Konstruktér      | Body |
| ------ | ---------------- | ---- |
| 1      | Williams-Renault | 55   |
| 2      | Ferrari          | 16   |
| 3      | Benetton-Renault | 13   |
| 4      | McLaren-Mercedes | 9    |
| 5      | Jordan-Peugeot   | 6    |